# British Independent Film Awards
Pour les articles homonymes, voir Bifa.
 (décembre 2020).
Les British Independent Film Awards (BIFA) sont les récompenses de films indépendants britanniques. Ils ont été créés en 1998 par Elliot Grove pour célébrer le mérite des films britanniques indépendants. Ils sont décernés par le même jury que celui du Festival de Raindance.
Les cérémonies ont lieu tous les ans en fin d'année, après l'annonce des nominations en septembre.

## Catégories de récompense
- Meilleur film
- Meilleur réalisateur
- Meilleur acteur
- Meilleure actrice
- Meilleur acteur dans un second rôle
- Meilleure actrice dans un second rôle
- Meilleur espoir
- Meilleur scénario
- Meilleure production
- Meilleur technicien
- Meilleur documentaire britannique
- Meilleur court métrage britannique
- Meilleur film étranger
- Douglas Hickox Award
- Raindance Award
- Richard Harris Award
- Variety Award
- Special Jury Prize